# Marie Atmadjian
Marie Atmadjian (arménien : Մառի Աթմաճեան) puis Marie Atmadjian Le Chevalier, née le 5 décembre 1914 à Bafra (Empire ottoman) et morte le 13 juin 1999 à Mandres-les-Roses, est une poétesse franco-arménienne.

## Biographie
Marie Atmadjian naît à Bafra, sur les rives de la Mer Noire, le 5 décembre 1914. Lors du génocide arménien, son père, Mihran Atmadjian, est assassiné et son frère, Kégham, est déporté, mais elle parvient à échapper à la mort avec sa mère, Parantsem (née Etmekdjian, 1890-1973).
Elle arrive en France dans les années 1920 et y retrouve miraculeusement son frère. Elle publie ses premiers poèmes dans la revue littéraire arménienne Ջանք (Tchank, « Effort »), fondée par son frère, poète qui prend le nom de plume de A. Séma, et Missak Manouchian, en 1930-1931,. Elle signe aussi quelques articles dans la revue arménienne Մշակույթ (Mechagouyt, « Culture ») fondée par Séma et Bedros Zaroyan et active entre 1935 et 1937. Dans l'entre-deux-guerres, elle est engagée comme eux dans le mouvement communiste et fidèle à l'Arménie soviétique. Elle devient aussi un élément actif de la Société des gens de lettres arménienne à Paris.
Après la guerre, elle publie en 1948 son premier recueil de poèmes en arménien, Les Lys de Golgotha, en partie dédié à la mémoire de son frère, mort sous le drapeau français en 1940 sur le front des Flandres. Ainsi, la première partie de l'ouvrage, divisé en trois parties, est intitulée « Encensoir pour bénir les cendres dispersées de Séma » (les deux autres étant « Étoiles filantes » et « Tendresse »). L'écrivain et intellectuel arménien Archag Tchobanian, auteur de la préface et proche de la poétesse (il lui a notamment enseigné la poésie arménienne), y écrit que « la douleur infinie a poussé Marie vers la littérature ».
Elle participe à la revue Andastan, publiée dans les années 1950 et 1960,.
Elle vit une bonne partie de sa vie à Rosny-sous-Bois avec son mari Charles Le Chevalier (1914-1980), avec qui elle s'est mariée en 1934, et y est enterrée après sa mort le 13 juin 1999.

## Galerie

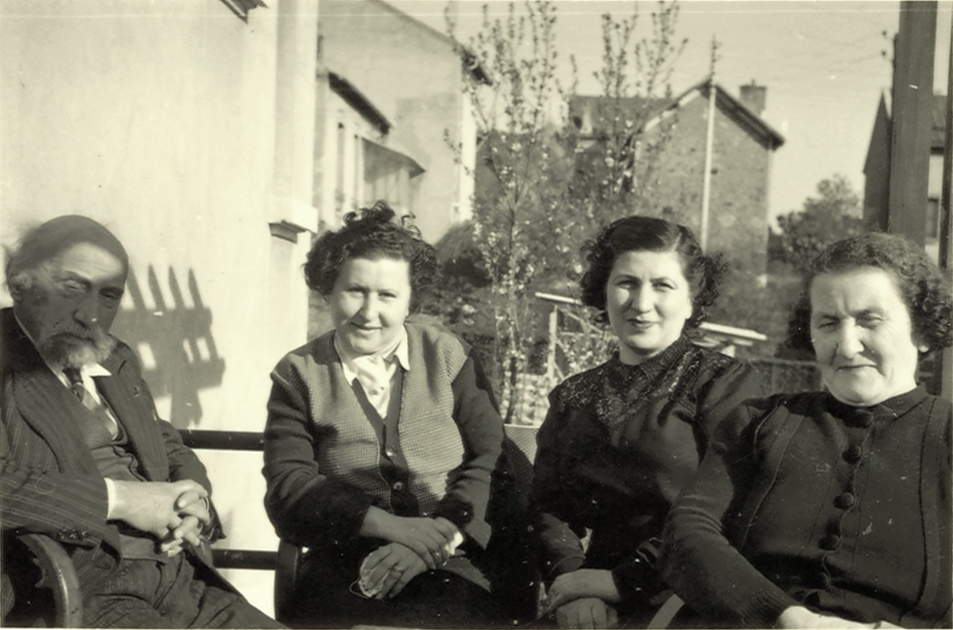
De gauche à droite : Archag Tchobanian, Marie Atmadjian, Endza Arabian et Parantsem Atmadjian à Rosny-sous-Bois dans les années cinquante.
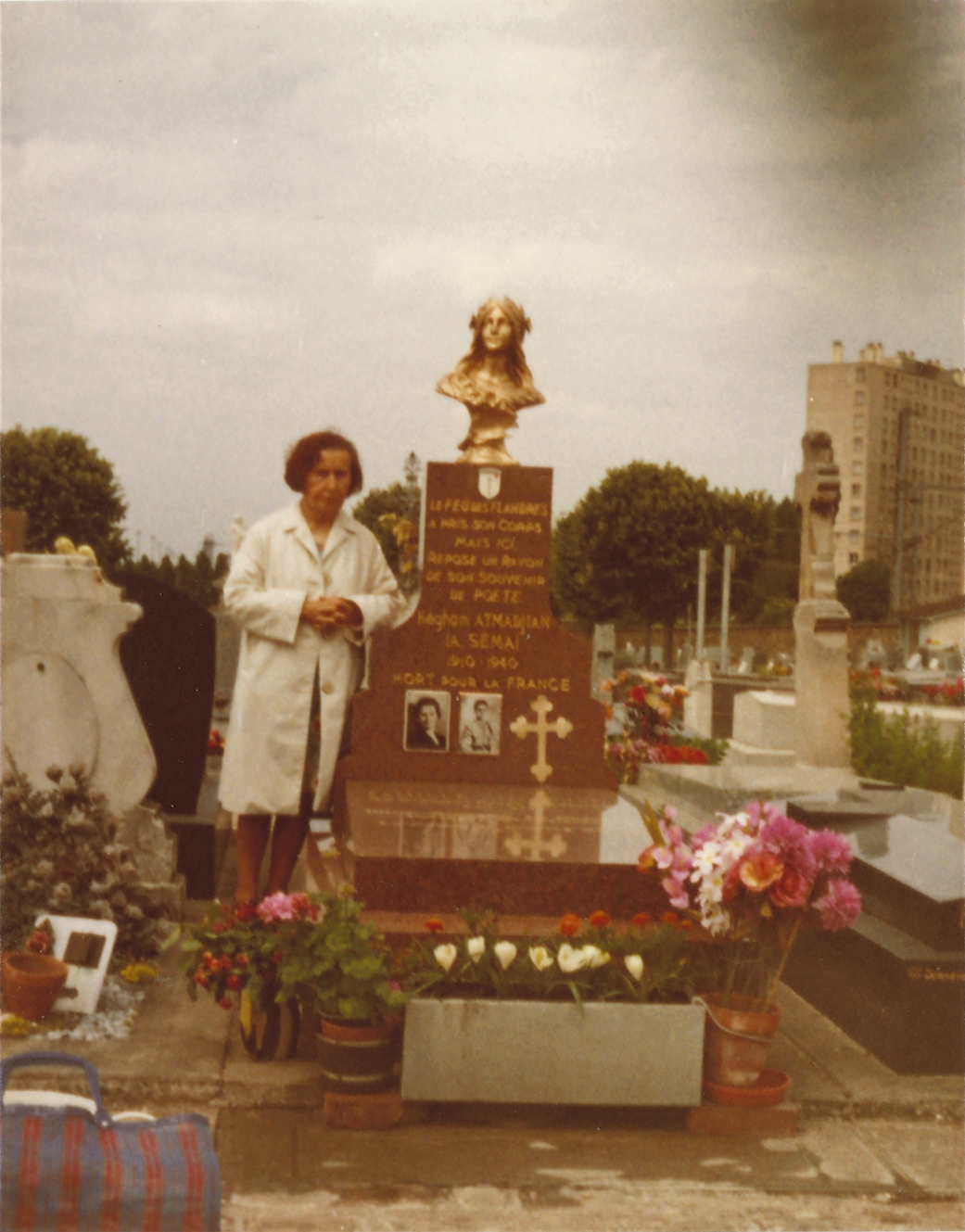
Marie Atmadjian à côté du mémorial qu'elle a fait dresser à la mémoire de son frère au cimetière de Rosny-sous-Bois.

## Œuvre
- (hy) Տէգրէշէնտօ [« Decrescendo »], Impr. Atmadjian,‎ 1939, 68 p. (lire en ligne  [PDF])
- (hy) Գողգոթայի շուշանները [« Les Lys de Golgotha »] (préf. Archag Tchobanian), Paris, Impr. B. Eléguian,‎ 1948, 196 p. (BNF 42029902)[5]
- (hy) Աստեղաքաղ : Քերթուածներ (1947-1951) [« Pierre stellaire - Poèmes (1947-1951) »], Impr. B. Eléguian,‎ 1951, 116 p.
- (hy) Հավերժական ուղիներով : Քերթուածներ (1950-1956) [« Chemins éternels - Poèmes (1950-1956) »], Paris, Impr. Le Soleil,‎ 1956, 141 p.
- (hy) Գաղթաշխարհի Երգեր [« Des chants de l'émigration »], Paris, Impr. Araxes,‎ 1961, 142 p. (BNF 41375097)
- (hy) Ոսկի գեղօն : Քերթուածներ (1960-1967) [« Rimes d'or - Poèmes (1960-1967) »], Paris,‎ 1967, 144 p. (SUDOC 186576706)
- (hy) Հրեղեն աշտարակ [« Tour de feu »], Erevan,‎ 1970, 152 p. (BNF 42159968)
- (hy) Լուսամատեան : Բանաստեղծ Ա. Սեմայի (Գեղամ Աթմաճեան) Ի Յուշ [« En souvenir du poète A. Séma (Kégham Atmadjian) »], Paris, Impr. Araxes,‎ 1970, 120 p.
- (hy) Հավերժական ուղիներով : Ծաղկաքաղ [« Chemins éternels - Anthologie »], Paris, Impr. G. Doniguian & Fils,‎ 1974, 465 p. (SUDOC 186454864)
- (hy) Վերջալոյսեն առաջ [« Avant le crépuscule »], Beyrouth, Impr. G. Doniguian & Fils,‎ 1974, 136 p. (SUDOC 186454872)
- Gloria victis… : Complainte sur les rochers d'Arménie (1914-1974), Paris, Impr. Elekian, 1974, 15 p. (BNF 35149645)
- (hy) Գեղամ Աթմաճեան (Ա. Սեմա) : Գաղափարական, հասարակական եւ քաղաքական գետնի վրայ [« Kégham Atmadjian (A. Sema) : Sur le fond idéologique, social et politique »], Paris, Impr. Azed,‎ 1984, 63 p.